# هانسا

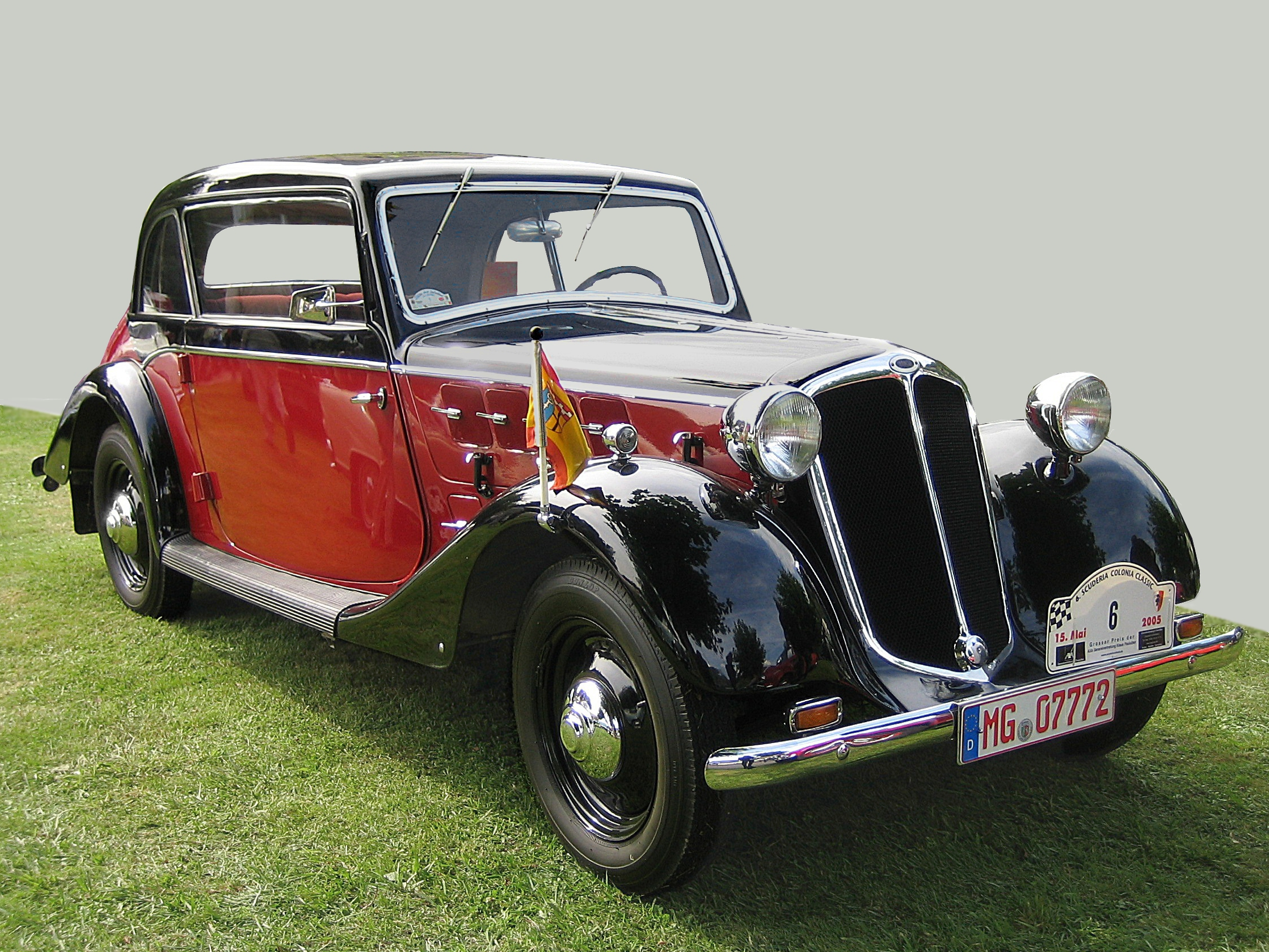
خودرویی از شرکت هانسا

هانسا (انگلیسی: Hansa) شرکت خودروسازی آلمانی بود، که در سال ۱۹۰۵ تأسیس و در سال ۱۹۳۱ منحل شد.